# Мащенко Ігор Сергійович
І́гор Сергі́йович Ма́щенко (*12 червня 1939, м. Тараща, Київської області, помер 25 липня 2024 року) — український вчений-стоматолог, доктор медичних наук, Заслужений діяч науки та техніки України, професор кафедри терапевтичної стоматології та стоматології інтернів Дніпропетровської державної медичної академії. Працював деканом стоматологічного факультету, проректором з лікувальної роботи та проректором з навчальної роботи ДДМА. З 1982 по 2007 очолював кафедру терапевтичної стоматології ДДМА.

## Трудова діяльність
Ігор Сергійович Мащенко народився 12-го червня 1939-го року в місті Таращі Київської області.
В 1961-му році він закінчив навчання в Київському медичному інституті та розпочав навчання в аспірантурі при кафедрі терапевтичної стоматології того ж інституту.
В 1964-му році Мащенко під керівництвом професора Новіка захищає кандидатську дисертацію, після чого працює асистентом Донецького та Полтавського медичних інститутів.
Мащенко був одним з організаторів кафедри удосконалення лікарів у Кривому Розі, а в 1976-му він став першим завідувачем цієї кафедри.
В 1980-му Ігор Сергійович захистив докторську дисертацію.
З 1982 по 2007 Мащенко завідує кафедрою терапевтичної стоматології Дніпропетровської державної медичної академії. В 1983-му його обрали деканом стоматологічного факультету ДДМА.
З 1986 Мащенко проректор ДДМА з навчальної роботи, а з 1992 — проректор з лікувальної роботи, з 1994 — заступник проректора з навчально-виховної роботи.
Як вчений, Ігор Сергійович професійно займався дослідженнями хвороб парадонту, етіологією, патогенезом, діагностикою та лікуванням основних стоматологічних захворювань.
Зокрема слід виділити дослідження пов'язані з мікробіологічними, імунологічними, біохімічними та морфологічними аспектами запальних та дистрофічних захворювань парадонту.
За період трудової діяльності, Ігорем Сергійовичем створена міцна та знана наукова школа в галузі парадонтології, під його керівництвом захищено 43 кандидатських та 8 докторських дисертації.
За радянських часів Ігор Сергійович був експертом Всесвітньої організації охорони здоров'я. Мащенко зробив суттєвий внесок в розвиток методів лікування цілої низки хвороб, зокрема хвороб викликаних паразитичними мікроорганізмами порожнини рота. Ним розроблені та втілені в промислове виробництво препарати «Парагель» та «А-Парагель», стандартна інтердентальна шина для шинування рухомих зубів, та нова лікувально-профілактична зубна паста, яка запобігає виникненню хвороб парадонту.
Мащенко є автором більше 200 наукових праць, серед яких 3 монографії та 2 навчальних посібники. Він є автором 17-ти винаходів та одного наукового відкриття.
Протягом багатьох років Мащенко був членом президії Асоціації стоматологів України та членом редколегії журналів «Новини стоматології» та «Медичні Перспективи».
Професійні досягнення Ігоря Сергійовича неодноразово відзначалися нагородами преміями та подяками. Йому, зокрема, вручені почесні знаки «Відмінник охорони здоров'я СРСР», «Відмінник Вищої школи СРСР», грамота Президента України тощо.
Ігор Сергійович удостоєний звання «Заслужений діяч науки і техніки України».